# Yui Hatano
Yui Hatano (波多野 結衣, Hatano Yui), née le 24 mai 1988 à Tokyo, est une actrice et idole japonaise.

## Biographie
Bénéficiant de l'une des carrières les plus longues et les plus prolifiques de la pornographie japonaise, Hatano a fait des apparitions dans plus de 3000 films pour adultes jusqu'à présent, faisant d'elle l'un des visages les plus populaires et les plus reconnaissables de l'audiovisuel. Sa popularité s'est également étendue au divertissement grand public (avec des apparitions dans des films théâtraux) et aux territoires internationaux, ce qui lui a valu le surnom "Sekai no Hatano" ("Le Hatano du monde"). Depuis 2019, elle est représentée par l'agence de vidéo pour adultes T-Powers. Elle était également membre du groupe d'idols T♡Project.
Hatano est également devenue populaire à Singapour et à Taiwan, où elle est considérée comme le sosie de l'actrice et mannequin populaire Taïwanais Lin Chi-ling. Dans une compilation de 2018 des ventes de vidéos pour adultes sur le détaillant de commerce électronique japonais FANZA, Hatano s'est classé premier dans le classement des 10 meilleurs téléchargements numériques. Elle a également réalisé le même exploit en 2019, à la fois aux ventes physiques et numériques.
Hatano a eu l'occasion de travailler en dehors de l'industrie japonaise de la vidéo pour adultes. Elle a joué un rôle dans le film de 2013 Sou shen ji (chinois : 搜神记, À la recherche des esprits), une collection de courtes histoires surnaturelles. Elle a également été choisie pour un rôle principal dans le film taïwanais de 2015 Sashimi (chinois : 沙西米, translittération de "sashimi"),.
De plus, elle s'est aventurée dans l'industrie musicale lorsqu'elle a rejoint le groupe musical d'idols me-me*, qui comprenait également les idoles AV Shiori Kamisaki, Ruka Kanae et Maika. Ils ont lancé une campagne de financement participatif pour leur premier album via le site web japonais de financement participatif Campfire le 1er novembre 2015. me-me* a organisé son dernier concert le 20 mars 2016. Actuellement, elle fait partie de l'unité d'idols T♡Project avec Hibiki Ōtsuki et Ruka Kanae.
Le 26 août 2015, la société taïwanaise EasyCard a annoncé que Hatano serait présentée sur leurs cartes de paiement pour les transports en commun. La société a déclaré que deux versions de collection de la carte, présentant Hatano entièrement vêtue, seraient publiées : une édition "diable" et une édition "ange",. La décision d'EasyCard de présenter l'idole de films pour adultes a suscité des critiques à Taïwan de la part de parents et de groupes de défense des droits des femmes, qui étaient préoccupés par l'utilisation de l'image d'une star du cinéma pour adultes. Une controverse supplémentaire a éclaté lorsque l'on a découvert qu'une des images de la carte avait déjà été utilisée comme couverture d'un des films pour adultes de Hatano,. EasyCard a finalement procédé à la vente des cartes de métro, qui se sont toutes vendues en une nuit, totalisant 15 000 cartes.
En 2017, Hatano a fait une apparition en tant qu'invitée sur le programme de télévision public taïwanais Guess Who (chinois : 誰來晚餐, Qui vient dîner ?). Elle a été invitée à en apprendre davantage sur l'organisation à but non lucratif Hand Angel (chinois : 手天使), qui fournit des services sexuels aux personnes handicapées physiquement.
Dans le domaine des jeux vidéo, Hatano a été la porte-parole de jeux mobiles tels que le RPG taïwanais Shén guǐ huànxiǎng (chinois : 神鬼幻想, Fantaisie Divine Fantôme) en 2014,. Elle a prêté sa voix et son image pour jouer une hôtesse dans Yakuza Kiwami et dans la version remastérisée de Yakuza 3 pour la PlayStation 4,,.